# 汪廷釴
汪廷釴（1521年—？年），字彥舉，號中滩，湖廣武昌府崇陽縣人，明朝政治人物。

## 生平
嘉靖二十八年（1549年）己酉科湖广乡试第二十名举人，三十五年（1556年）丙辰科会试一百五十六名，廷试三甲九十一名進士。礼部观政，授直隸任丘縣知縣。三十八年升户部主事，四十一年升员外，四十二年升陕西佥事。

## 家族
曾祖汪仕恭，听选官。祖汪祥，壽官。父汪源大，贈户部主事。母戴氏，封太安人。兄廷錫；廷鏡；廷對；廷銓，弟廷錄；廷欽。